# ويليام براون (لاعب كرة قدم)
ويليام براون (بالإنجليزية: William Brown)‏ (27 فبراير 1907 في المملكة المتحدة - 17 أغسطس 1976 بحي السيتي في المملكة المتحدة) هو لاعب كرة قدم بريطاني (وحمل سابقاً جنسية المملكة المتحدة لبريطانيا العظمى وأيرلندا) في مركز الدفاع. لعب مع نادي إكزتر سيتي ونادي واتفورد وهدرسفيلد تاون ودارلينجتون إف سى.